# Kreis Ruis
| Ruis                | Ruis              |
| ------------------- | ----------------- |
| Ruis                |                   |
| Basisdaten          |                   |
| Staat:              | Schweiz           |
| Kanton:             | Graubünden (GR)   |
| Bezirk:             | Surselva          |
| Hauptort:           |                   |
| Fläche:             | 107.71 km²        |
| Einwohner:          | 1387 (31.12.2009) |
| Bevölkerungsdichte: | 13 Einw. pro km²  |
| Aufgehoben am:      | 31. Dezember 2015 |
| Karte               |                   |
| Karte von Ruis      |                   |

Der Kreis Ruis bildete bis am 31. Dezember 2015 zusammen mit den Kreisen Disentis, Ilanz, Lugnez und Safien den Bezirk Surselva des Kantons Graubünden in der Schweiz. Durch die Bündner Gebietsreform wurden die Kreise aufgehoben.

## Gemeinden
Der Kreis Rueun (rom.: Ruis) umfasste die ehemaligen Gemeinden Andiast, Obersaxen, Pigniu, Rueun, Siat und Waltensburg/Vuorz. Seit der Neubildung der Grossgemeinde Ilanz/Glion am 1. Januar 2014 setzt er sich aus folgenden Gemeinden zusammen:
| Wappen            | Name der Gemeinde | Einwohner (Dez. 2014) | Fläche in km² | BFS-Nr |
| ----------------- | ----------------- | --------------------- | ------------- | ------ |
| Andiast           | Andiast           | 196                   | 13,63         | 3611   |
| Obersaxen         | Obersaxen         | 838                   | 61,77         | 3612   |
| Waltensburg/Vuorz | Waltensburg/Vuorz | 343                   | 32,31         | 3616   |

## Veränderungen im Gemeindebestand seit 2000

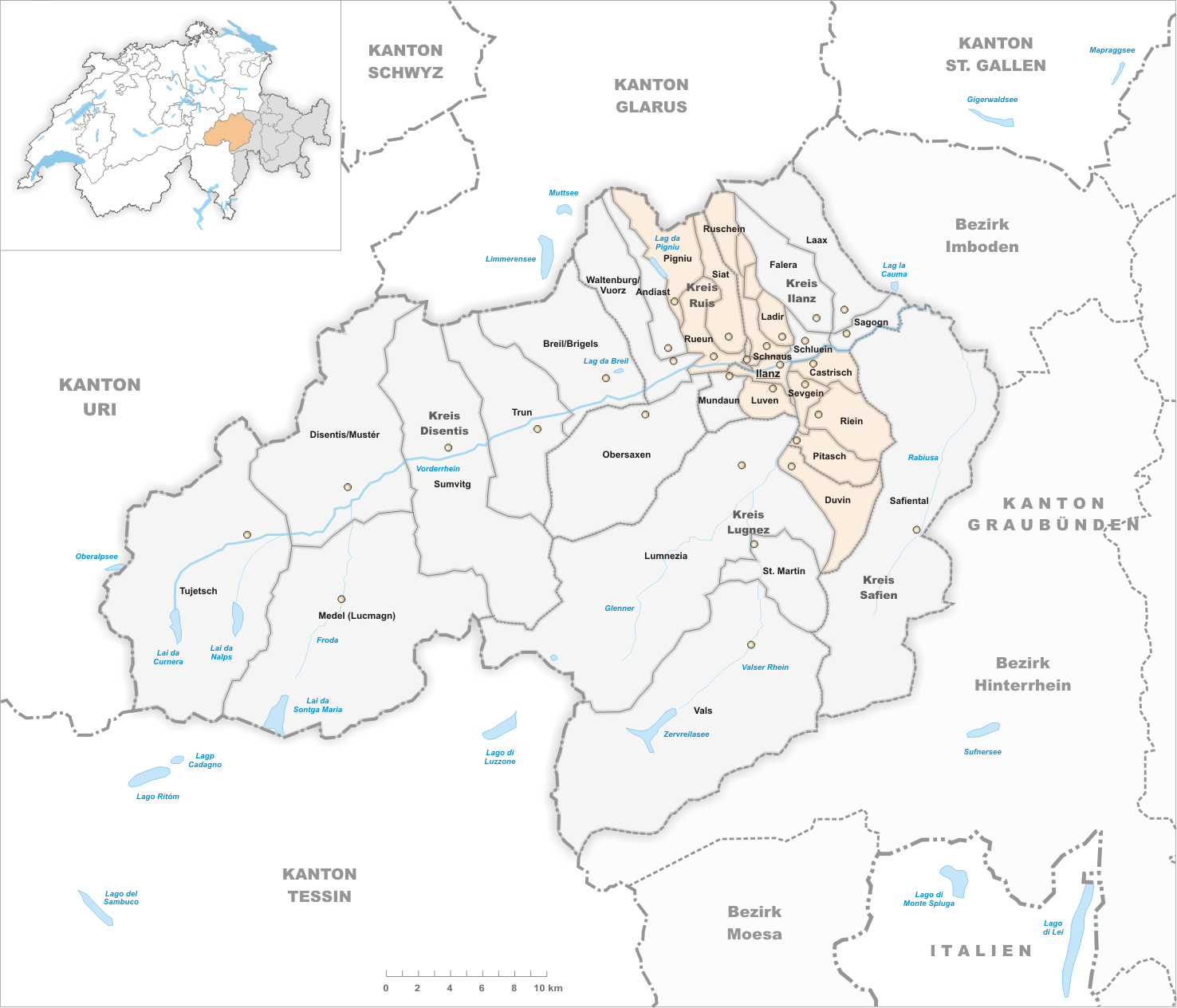
Gemeinden bis 2013

### Fusionen
- 2014: Castrisch, Duvin, Ilanz, Ladir, Luven, Pigniu, Pitasch, Riein, Rueun, Ruschein, Schnaus, Sevgein  und Siat → Ilanz/Glion